# Красная улица (Руза)
Красная улица — улица в центральной (исторической) части города Руза Московской области. Название улицы Красная происходит от значения «Красивая». Это название улица носит с XIX века.

## Описание
Красная улица берет свое начало от пересечения с Красноармейской улицей и площади Партизан и далее уходит в южном направлении, а позднее в восточном и юго-восточном направлении. Заканчивается улица переходя в трассу А-108. По ходу движения с начала улицы справа примыкают Красноармейская улица, Ярославский переулок, Фабричный переулок, Высокая улица, Высокий переулок и 1-й Южный проезд. По ходу движения с начала Красной улицы слева примыкают Рабочий переулок, Красный проезд и трасса А-108.
На всем своем протяжении Красная улица является улицей с организованным двусторонним движением.
Нумерация домов начинается со стороны площади Партизан.
Почтовый индекс Красной улицы в городе Руза Московской области — 143103.

## Примечательные здания и сооружения

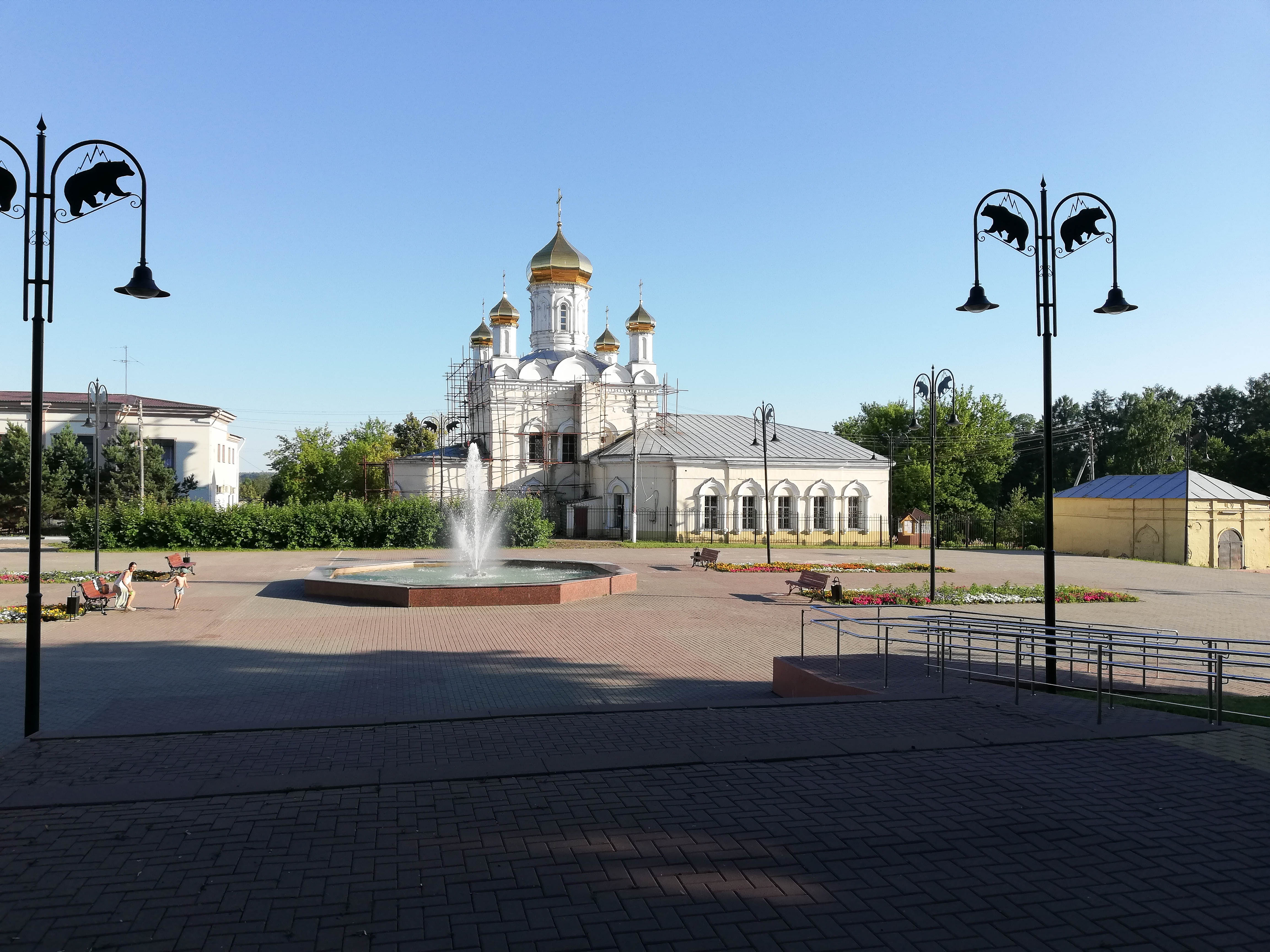
Воскресенский собор на площади Партизан

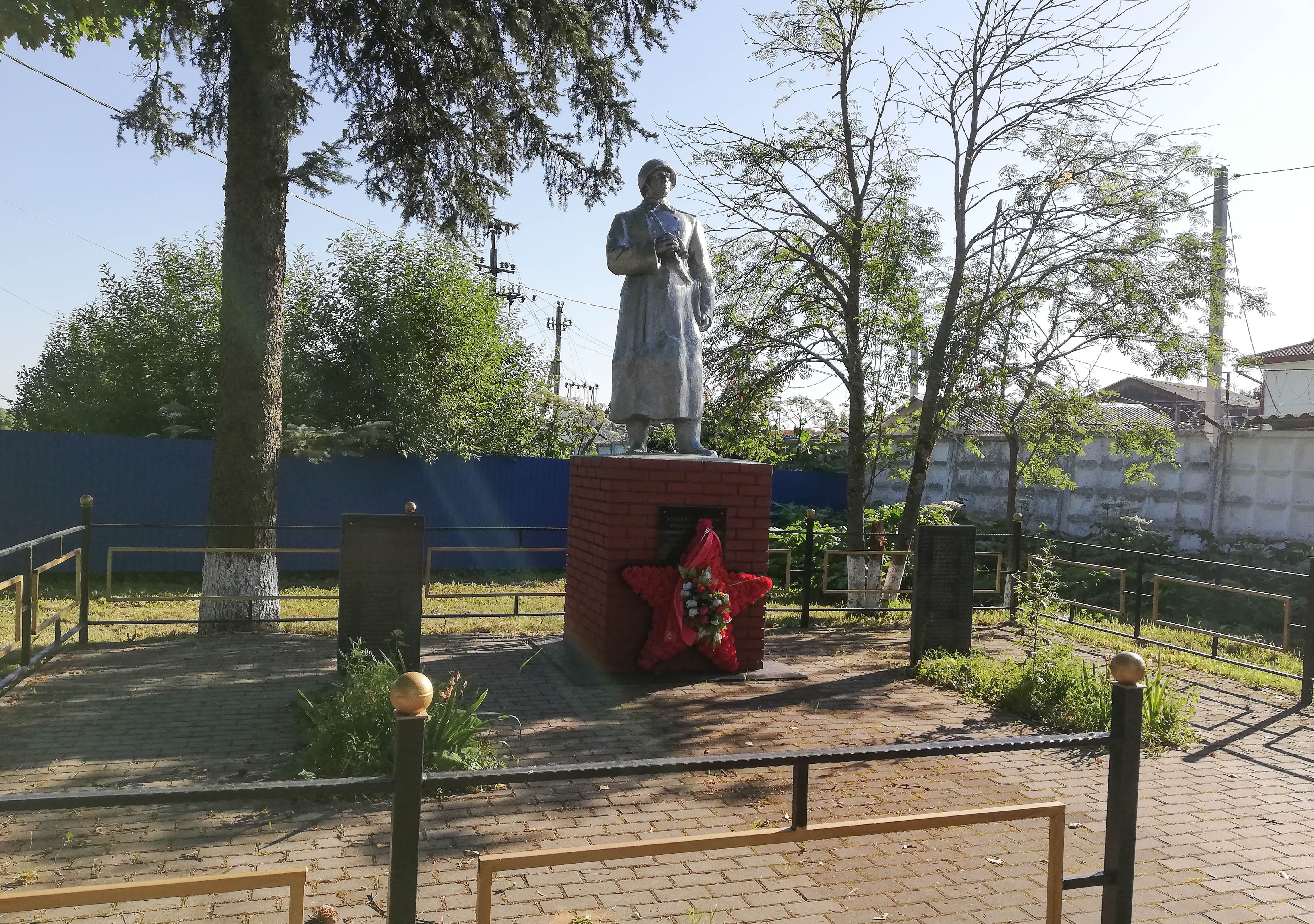
Воинский мемориал на Красной улице

- Собор Воскресения Словущего в Рузе — площадь Партизан, владение 21. Собор является главным городским православным храмом Рузы, а также самой древней постройкой города[3].
- Архитектурный ансамбль площади Партизан с фонтаном — территория рядом с Воскресенским собором.
- Памятник Льву Михайловичу Доватору — сквер рядом с площадью Партизан. Генерал-майор Доватор погиб под Рузой в ходе Великой Отечественной войны[4].
- Рузский кремль — в парке культуры и отдыха «Городок», Красноармейская улица, владение 1[5]. Проведение работ по реконструкции кремля и благоустройству парка культуры и отдыха «Городок» включены в государственную программу «Культура Подмосковья»[6][7].
- Мемориал Великой Отечественной войны — Красная улица, владение 58.
- Рузский краеведческий музей — площадь Партизан, владение 14[8].
- Часовня Пантелеимона Целителя — пересечение улицы Солнцева и Интернационального переулка.

## Транспорт
По Красной улице осуществляется движение общественного транспорта. Здесь проходят городские автобусные маршруты № 21, № 22, № 26/21, № 38, № 41, № 45, № 48 и № 62/21.